# Herman Lenaerts
Herman Lenaerts (Ekeren, 21 februari 1923 - Mortsel, 14 augustus 2009) was een Belgisch magistraat, rechtsgeleerde en hoogleraar aan de Rijksuniversiteit Gent. Hij was gespecialiseerd in het arbeidsrecht en was van 1990 tot 1993 procureur-generaal bij het Hof van Cassatie.

## Biografie
Herman Lenaerts liep school aan het Sint-Lievenscollege in Antwerpen. Hij studeerde aan de Katholieke Universiteit Leuven, waar hij in 1945 promoveerde tot doctor in de rechten en doctor in het notariaat en licentiaat in de handels- en economische wetenschappen. Na een korte tussenstop aan de Antwerpse balie werd hij in 1946 juridisch adviseur bij het sociaal secretariaat Sociale en Fiscale Diensten voor Werkgevers in Antwerpen. Drie jaar later maakt Lenaerts de overstap naar de Raad van State, waar hij substituut-auditeur-generaal werd. In de afdeling administratie hield hij zich vooral bezig met de geschillen over de aanspraken van particulieren op de prestaties van de sociale openbare diensten en was hij verslaggever bij de vele adviezen van de afdeling wetgeving over sociaalrechtelijke wetsontwerpen. Zo speelde Lenaerts een rol bij de adviezen over de ontwerpen van onder meer de Loonbeschermingswet (1965), de Wet betreffende de collectieve arbeidsovereenkomsten en de paritaire comités (1968) en de Arbeidsongevallenwet (1971).
In mei 1957 promoveerde hij aan de Rijksuniversiteit Gent tot geaggregeerde van het hoger onderwijs. Op het einde van datzelfde jaar werd hij als assistent administratief recht. In 1959 werd hij docent van de vakken internationaal arbeidsrecht en vergelijkend arbeidsrecht. In 1967 werd Lenaerts buitengewoon hoogleraar en titularis van de leerstoel sociaal recht. Na het emeritaat van professor Laurent Merchiers breidde zijn leeropdracht uit. Lenaerts doceerde onder meer inleiding tot het sociaal recht en grondige studie van het arbeidsrecht. Van 1966 tot 1971 en van 1976 tot 1988 was hij eveneens directeur-diensthoofd van het seminarie voor sociaal recht. In 1988 ging hij met emeritaat gaat. Hij doceerde tevens aan de Université du Luxembourg.
In 1967 werd Lenaerts advocaat-generaal bij het Hof van Cassatie, het hoogste rechtscollege. Bij de invoering van het Gerechtelijk Wetboek dat jaar werd in het Hof van Cassatie een derde kamer gecreëerd, die kennis neemt van de voorzieningen tegen de in laatste aanleg gewezen beslissingen van de arbeidsgerechten. In 1990 werd hij procureur-generaal bij het Hof van Cassatie, de hoogste parketmagistraat van het land. In 1993 ging hij met emeritaat.
Hij had met zijn adviezen als magistraat, die het equivalent van wetenschappelijke artikels waren, een enorme invloed op de Belgische rechtspraak en rechtsleer. In zijn bedenkingen over het stakingsrecht in de zaak SIPB vs. De Bruyne in 1981 besloot hij dat de werkneerlegging in kwestie geoorloofd was, ondanks het feit dat de Wet Prestaties Algemeen Belang geen onderscheid maakte tussen het soort staking. Hiermee gooide Lenaerts het denken over collectieve acties en stakingsrecht volledig om en kon een staking hoogstens nog leiden tot een tijdelijke schorsing van een arbeidsovereenkomst, maar geen beëindiging ervan. Na zijn pensioen pleitte hij voor Vlaamse collectieve arbeidsovereenkomsten houden en een Vlaams overlegmodel waarin de SERV een centrale plaats zou innemen.
Lenaerts was auteur van verschillende boeken, waaronder Inleiding tot het sociaal recht, waarvan de eerste druk in 1973 verscheen, gevolgd door drie kortere versies. De vijfde druk verscheen in 1999. Hij was ook medeauteur van het Benelux Sociaalrechtelijk Woordenboek.
Verder was hij:
- lid van de Nederlands-Belgische commissie voor eenmaking van de terminologie inzake sociaal recht
- secretaris van het Belgisch Interuniversitair Centrum voor Sociaal recht
- lid van de Société internationale de droit du travail et de la sécurité sociale